# 서울미성초등학교
서울미성초등학교는 대한민국 서울특별시 관악구 신림동에 있는 공립 초등학교이다.

## 학교 연혁
- 1980년 4월 17일 개교(47학급), 초대 전일 교장 취임
- 1981년 2월 14일 제1회 졸업식(447명)
- 1981년 9월 1일 제2대 홍광식 교장 취임
- 1986년 9월 1일 제3대 강창식 교장 취임
- 1991년 9월 1일 제4대 정시원 교장 취임
- 1995년 9월 1일 제5대 박상렬 교장 취임
- 1997년 9월 1일 제6대 조성선 교장 취임
- 1998년 10월 7일 열린교육멀티미디어실 개관
- 2001년 9월 1일 제7대 신상식 교장 취임
- 2005년 9월 1일 제8대 전학도 교장 취임
- 2005년 11월 30일 복도 음수대 온수기 설치
- 2005년 12월 23일 여자 탁구부 창단
- 2006년 10월 20일 학습자료지원실 신설
- 2007년 5월 21일 전교신발장 교체, 실과실 신설, 외측창문 교체
- 2008년 3월 9일 보건실 현대화, 에어컨 설치(48실), 사물함 전면교체
- 2008년 12월 24일 화장실 개선(서편)
- 2009년 9월 21일 강당(탁구실)마루 개선, 화장실 개선(동편)
- 2009년 9월 30일 중앙현관 개선(문화공간 설치)
- 2010년 3월 1일 교수학습지원센터, 음악실, 미술실 정비
- 2010년 3월 31일 미성꿈나래관 체육관 증축(BTL)
- 2010년 6월 21일 야외학습장 설치
- 2010년 8월 20일 제2과학실 설치, 방송실 확장 및 시설 전면개선
- 2010년 10월 4일 구령대 교체 설치, 도서실 확장 개선
- 2011년 2월 27일 노후게시판 교체, 전자기상대 설치, 제3과학실 설치, 울타리펜스 설치(도로변)
- 2011년 3월 1일 동작과학영재교육원 개원
- 2011년 3월 18일 노후하수관(동편) 교체, 보안관실 설치
- 2011년 8월 24일 영어전용교실 설치, 전기통신시설 전면개선
- 2012년 3월 8일 상담실 설치, 미성역사관 신설
- 2012년 9월 28일 석측담장 및 노후하수관(서편) 정비 교체
- 2015년 3월 1일 제11대 박인숙 교장 취임
- 2016년 3월 1일 서울형혁신학교 및 자율학교 지정(~ 2019년)
- 2016년 8월 26일 소방시설 개선공사
- 2016년 11월 12일 학교담장 벽화그리기
- 2017년 3월 27일 외부개선공사 외벽공사
- 2024년 10월 4일 어울한마당체육대회

## 참고 자료
- 서울미성초등학교 - 한국교육학술정보원 학교알리미